# Konârak
Pour le bateau, voir  Konarak (bateau).
Konârak est une petite ville de l'État de l'Odisha en Inde. Elle fait partie du « triangle d'or »[réf. souhaitée] de l'État où se trouve concentrée la majeure partie de son patrimoine. Elle est située à 35 km de Purî, un second sommet du triangle, la ville du temple de Jagannâtha qui accueille chaque année la fête du Râthayâtra et à 65 km de Bhubaneswar, le troisième sommet et la capitale de l'État.
La ville est surtout connue pour héberger le célèbre temple de Surya : un temple du soleil où se déroule, chaque année, la première semaine de décembre, un festival de danses classiques de l'Inde.

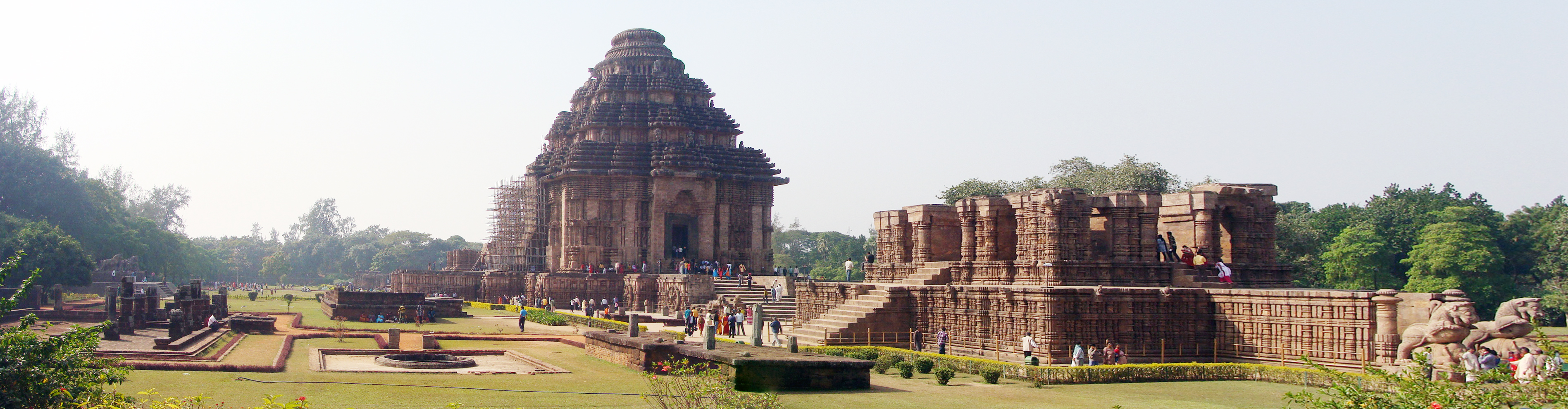
Vue de l'ensemble du site du temple dédicacé à Surya.